# Strengnäs Tidning
Strengnäs Tidning är en dagstidning utgiven sedan år 1846, och är därmed en av Sverige äldsta dagstidningar. Tidningen är idag en avläggare till liberala dagstidningen Eskilstuna-Kuriren. Strengnäs Tidning har i print det huvudsakliga innehållet gemensamt med Eskilstuna-Kuriren, men avviker genom att innehålla en separat förstasida och ett antal lokala insidor. Tidningen ges ut sex dagar i veckan. Tidningen finns också i digital form. Strengnäs Tidning har sin redaktion i Strängnäs och bevakar hela kommunen.